# Lithothamnion phymatodeum
Lithothamnion phymatodeum Foslie, 1902  é o nome botânico  de uma espécie de algas vermelhas  pluricelulares do gênero Lithothamnion, subfamília Melobesioideae.
- São algas marinhas encontradas na Ásia, América do Norte e Ilhas Galápagos.

## Sinonímia
- Lithothamnion pacificum  (Foslie) Foslie, 1906